# ایلتتمش
ایلتُتمِش سرشناس‌ترین فرمانروای ممالیک هند، نخستین دودمان سلطنت دهلی است. او غلام و داماد قطب‌الدین ایبک بود. ایلتتمش در آغاز سلطان ناصرالدین قباچه، پادشاه سند و مربی محمد عوفی مؤلف «تذکره لباب‌الاباب» و کتاب «جوامع الحکایات» را شکست داد و در همان سال سلطان غیاث‌الدین پادشاه بنگال را نیز مجبور کرد که به اطاعت حکومت دهلی گردن نهد. سپس توانست کوششهای «ییلدیز» را برای بدست آوردن حکومت خود که خوارزمشاه در غزنه آنرا از او گرفته بود، خنثی کند و در مقابل هجوم جلال‌الدین خوارزمشاه که پس از شکست از قوای چنگیز می‌خواست دولتی در هند تشکیل دهد، به خوبی مقاومت نماید و سرزمین خود را تا کوه‌های هندوکش گسترش دهد.
گر چه حملات مغول، به مدت چند سال موجب بروز ناآرامی‌ها و تشویش‌های شدیدی در هند بود ولی از حسن اقبال ممالیک، مغول‌ها مدت طولانی در سرزمین سند باقی نماندند. ایلتُتمِش همچنان با قدرت به حکومت خود بر تمامی مناطق واقع در شمال کوه‌های «ویندها» ادامه می‌داد و خلیفهٔ بغداد مستنصر بالله (۶۲۳–۶۴۱ ق / ۱۲۲۶–۱۲۴۲ م) نیز این نخستین دولت اسلامی هند را تأیید کرد و طی فرمانی، فرمانروائی آنجا را به ایلتتمش داد.